# Мартюшев, Лев Владимирович
Лев Владимирович Мартюшев (7 (19) ноября 1880, Санкт-Петербург, Российская империя — 20 декабря 1937, Ленинград, РСФСР, СССР) — российский фехтовальщик, рапирист и шпажист. Участник летних Олимпийских игр 1912 года. Военный инженер-химик.

## Биография
Родился 7 (19) ноября 1880 года в Санкт-Петербурге. Его отец — Владимир Константинович Мартюшев (1836—1905).

### Военная карьера
В 1892 году зачислен в пажи в виде изъятия. В 1893 году поступил в третий класс Пажеского корпуса, который окончил в 1900 году и был выпущен в чине подпоручика и зачислен в полевую пешую артиллерию, прикомандирован к лейб-гвардейской 1-й артиллерийской бригаде. В 1904 году произведён в поручики.
В 1906 году окончил Михайловскую артиллерийскую академию. В том же году получил чин штабс-капитана. В 1910 году был капитаном, исполняющим обязанности делопроизводителя канцелярии управления генерал-инспектора артиллерии. В декабре 1915 года получил звание полковника и был утверждён в должности. С 9 апреля 1916 года заведовал опытным химическим полигоном при запасной химической армии.
Награждён орденами Святого Станислава 2-й степени (22 марта 1915), Святой Анны 2-й степени (30 июля 1915), Святого Владимира 4-й степени (6 декабря 1916), мечами к ордену Святой Анны 2-й степени (3 января 1917).
После революции был доцентом Ленинградского института гражданского воздушного флота. Был визитатором ордена Розенкрейцеров. Работал также инженером Ленпромпроекта.

### Спортивная карьера
В 1912 году вошёл в состав сборной России на летних Олимпийских играх в Стокгольме. Выступал в трёх видах фехтовальной программы.
В индивидуальном турнире рапиристов на групповом этапе занял 4-е место среди 7 участников, потерпев три поражения (в частности, от Поля Анспаха из Бельгии), и выбыл из борьбы.
В индивидуальном турнире шпажистов на групповом этапе занял последнее, 5-е место, проиграв Эдгару Селигману из Великобритании, Жаку Ошу из Бельгии, Милошу Клике из Богемии и Бьярне Эриксену из Норвегии.
В командном турнире шпажистов сборная России, за которую также выступали Гавриил Бертрен, Дмитрий Княжевич, Владимир Сарнавский, Павел Гуворский, Владимир Кайзер и Александр Солдатенков, на групповом этапе проиграла Великобритании (5:12) и Бельгии (2:9) и выбыла из борьбы.

### Последний год и расстрел
Жил в Ленинграде по адресу: ул. Шамшева, 15б, кв. 7.
Был арестован органами НКВД 4 ноября 1937 года; 11 декабря 1937 года комиссия НКВД и прокуратуры СССР признала Мартюшева виновным по трём пунктам статьи 58 УК РСФСР: в шпионаже, подготовке и проведении террористического акта. Приговорён к высшей мере наказания; 20 декабря 1937 года расстрелян в Ленинграде.